# ألكسيس إف. لانج
ألكسيس إف. لانج (بالإنجليزية: Alexis F. Lange)‏ هو معلم أمريكي، ولد في 1862، وتوفي في 28 أغسطس 1924.